# Hans Joachim Friedrich
Hans Joachim Friedrich (* Juli 1921 in Alt-Grottkau, Schlesien; † 23. Mai 2012) war ein deutscher Journalist und Träger des Verdienstkreuzes am Bande des Verdienstordens der Bundesrepublik Deutschland.

## Leben
Bereits mit 17 Jahren war er als freier Mitarbeiter für die Schlesische Landespost und das Neisser Tageblatt tätig. Zum hauptberuflichen Journalismus kam er auf Umwegen, nachdem er insgesamt zehn Jahre im Zweiten Weltkrieg gedient und in russischer Kriegsgefangenschaft verbracht hatte. 1949 wurde er nach Alfeld (Leine) entlassen. Dort war er in einer Papierfabrik tätig und absolvierte gleichzeitig trotz Tag- und Nachtschicht ein zweijähriges Fernstudium in Journalistik und Schriftstellerei. Zehn Jahre war er danach in den Verwaltungen eines Privatunternehmers und des Versorgungsamts Gießen beschäftigt, bis er 1961 beim Gießener Anzeiger nach freier Mitarbeit als Redakteur angestellt wurde und nacheinander für Sonderseiten, Politik und Lokales zuständig war. Mehr als zwanzig Jahre bis zu seinem Ruhestand war er Ressortleiter, Redaktionsleiter und Hauptredakteur beim Kreis-Anzeiger (Wetterau und Vogelsberg). 1986 arbeitete er wieder als freier Journalist beim Gießener Anzeiger und diverse soziale Institutionen, zudem hielt er Vorträge über sozialpolitische Themen. Seit den 1950er Jahren interessierte er sich hobbymäßig für die Astrologie und nutzte dieses Wissen, um für den Gießener Anzeiger wöchentlich Horoskope zu erstellen, die er auch an Freunde und Weggefährten als besonderes Geschenk weiterreichte.
Friedrich führte den Orts- und Landesverband im Zentralverband der Sozialversicherten, Rentner und Hinterbliebenen. Er war Mitglied im Bundesvorstand und brachte in der persönlichen Beratung der Mitglieder sein sozialpolitisches Wissen ein. Als Betriebsrat engagierte er sich ebenso wie in der Landsmannschaft der Schlesier.
Am 15. Januar 1975 wurde Fidi – wie ihn viele Kollegen nannten – Erster Vorsitzender des Ortsverbandes Gießen des hessischen Journalisten-Verband (heute DJV Hessen) und Mitglied des Erweiterten Vorstandes für die kommenden 24 Jahre (bis 1999). Er war seit 1961 DJV-Mitglied. Am 2. September 1989 wurde er zum Ehrenmitglied ernannt. 1998 wurde Hans-Joachim Friedrich für sein Engagement mit dem Verdienstkreuz am Bande des Verdienstordens der Bundesrepublik Deutschland ausgezeichnet.
Von 1992 bis 2005 war er als Kassenprüfer des Hessischen Journalisten-Verbandes bestellt.

## Auszeichnungen
- 1998: Verdienstkreuz am Bande des Verdienstordens der Bundesrepublik Deutschland